# Cieczenie
Cieczenie to jeden z zachodzących na stokach grawitacyjnych ruchów masowych (procesów masowych), charakterystyczny dla wilgotnego klimatu równikowego Jest to powolne spełzywanie grubej warstwy zwietrzeliny mocno nasączonej wodą, które zachodzi często pod warstwą roślinności.